# Rio Groşerea
O Rio Groşerea é um rio da Romênia, afluente do Gilort, localizado no distrito de Gorj.